# Sinfonia n.º 1 (Mahler)

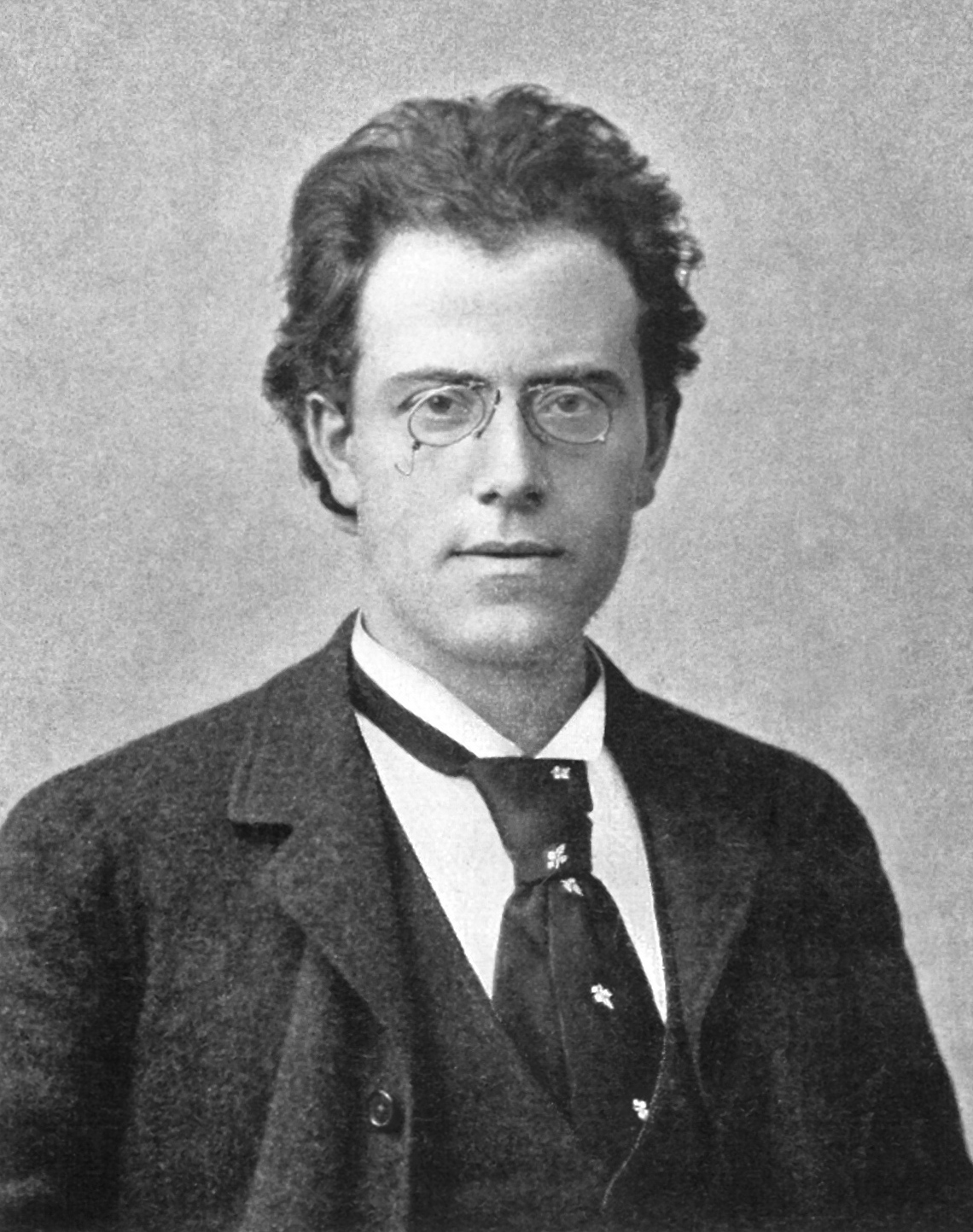
Mahler na época de sua primeira sinfonia

A Sinfonia nº 1 em ré maior de Gustav Mahler foi composta entre o final de 1887 e março de 1888, embora incorpore  música que Mahler havia composto para trabalhos anteriores. 
Foi composta quando Mahler era o segundo maestro na Ópera de Leipzig, na Alemanha. Embora, nas suas cartas, Mahler quase sempre se referisse ao trabalho como uma sinfonia, as duas primeiras performances descreviam-no como um poema sinfônico. O trabalho foi estreado na Sala de Concertos de Vigadó, em Budapeste, em 1889, mas não foi bem recebido. Mahler fez algumas revisões importantes para a segunda apresentação, feita em Hamburgo, outubro de 1893; outras alterações foram feitas nos anos anteriores à primeira publicação, no final de 1898. Algumas performances e gravações modernas deram à obra o título de  Titã, apesar de Mahler só ter usado esse nome nas duas primeiras apresentações e nunca mais, desde quando  o trabalho chegou à sua forma definitiva, com quatro movimentos, em 1896.

## Histórico
A estreia da sinfonia ocorreu no dia 20 de novembro de 1889 em Budapeste, sob a regência do próprio Mahler. Na ocasião, a sinfonia não foi bem recebida pelo público.O grande fracasso que ele obteve em sua 1.ª sinfonia foi suficiente para o seu desanimo para escrever a 2.ª.
A Sinfonia n.º 1 em ré maior foi escrita para uma orquestra composta pelos seguintes instrumentos: 1 flauta (2 piccolos), 4 oboés (um corne inglês), 2 clarinetes, 5 fagotes (um contrafagote), 7 trompas, 4 trompetes, 5 trombones, 2 tuba, 8 tímpanos, pratos, triângulo, tam-tam, bombo, 1 harpa, 2 quinteto de cordas formado por: violinos, violas, cellos e baixos.
Um caso de amor do compositor durante sua juventude provavelmente serviu de inspiração para a criação da sinfonia. Contudo, ela é mais do que isso conforme explica o próprio Mahler numa carta para Max, em 26 de Março de 1890: Gostaria que ficasse enfatizado ser a sinfonia maior do que o caso de amor que se baseia, ou melhor, que a precedeu, no que se refere à vida emocional do criador. O caso real tornou-se razão para a obra, mas não em absoluto, o significado real da mesma. (...) Assim como considero uma vulgaridade inventar música para se ajustar a um programa, também acho estéril dar um programa para uma obra completa. A circunstância de a inspiração ou base de uma composição ser uma experiência de seu autor não altera as coisas.
Originalmente a obra foi concebida para ser um grande poema sinfônico. Mahler escreveu um programa para a sinfonia, após as primeiras apresentações, embora dissesse em várias ocasiões que acreditava que a música deveria falar por si mesma, sem a necessidade do apoio de um texto explicativo.

## Características
Como costumava fazer com outras obras suas, Mahler revisou a Sinfonia 1, entre os anos de 1893 e 1896.
A mudança mais significativa foi retirada de um movimento andante chamado "Blumine", sobra de uma música incidental que Mahler tinha escrito para Der Trompeter von Säkkingen (1884). Em 1894, depois de três apresentações, Mahler descartou o movimento e só permaneceram as referências a ele no segundo motivo do finale.
O movimento "Blumine" só foi redescoberto em 1966, por Donald Mitchell.
Benjamin Britten conduziu a primeira apresentação da Sinfonia 1 com o movimento "Blumine", desde que ele tinha sido executado pela última vez por Mahler em Aldeburgh. As maiorias das apresentações modernas da sinfonia não incluem o "Blumine", ainda que seja possível não raramente se deparar com execuções do movimento em separado. De forma análoga, poucas gravações da sinfonia 1 incluem o movimento.
A obra inclui vários temas de um ciclo de canções composto por Mahler entre 1883 e final de 1884 chamado:  Lieder Eines fahrenden Gesellen (Canções de um Viajante). Existem influências também de Das klagend Lied (A Canção da Lamentação), completada por Mahler em 1 de Novembro de 1880 para participar de um concurso de 1881 conhecido como Prêmio Beethoven.
A Sinfonia 1 de Mahler é uma sinfonia primaveril, semelhante em alguns aspectos com a Sinfonia 1 de Robert Schumann. Ela não é contudo uma simples descrição visual da natureza. Ela reflete uma natureza sob os inocentes olhos de uma criança, que ao mesmo tempo toma consciência da fragilidade e da morbidez inerentes à condição humana.

### Os movimentos
Na sua forma final a sinfonia, cuja duração aproximada é de 55 minutos, é formada por quatro movimentos distribuídos da seguinte forma:
1. Langsam, schleppend - Devagar, arrastando (~ 16 minutos)
2. Scherzo, Kraeftig bewegt - Poderosamente agitado (~ 8 minutos)
3. Feierlich und gemessen, ohne zu schleppen - Solene e moderado, sem se arrastar (~ 11 minutos)
4. Stuermisch bewegt - Agitado (~ 20 minutos)

 
A sinfonia inicia de forma misteriosa no primeiro movimento. Sons do cuco e de outros pássaros, representados musicalmente, anunciam o despertar da natureza e dão fim à tensão e às dúvidas. Um tema lírico segue.
O segundo movimento é um Landler-scherzo, parecido com os landlers de Anton Bruckner e de Haydn.
O terceiro movimento causou uma certa polêmica na época devido a sua aparente bizarrice. Adaptada como marcha fúnebre, é usada de forma paródica uma melodia infantil bastante conhecida, chamada em alguns países de Frère Jacques e em outros de Bruder Martin. A seu respeito Mahler escreveu no programa para os concertos em 1893 e 1894:
A ideia dessa peça veio ao autor por intermédio de uma gravura paródica conhecida por qualquer criança da Alemanha do Sul e intitulada "Os funerais do caçador". Os animais da floresta acompanham o caixão do caçador morto; lebres empunham uma bandeira; à frente uma trupe de músicos boêmios acompanhados por instrumentistas gatos, corujas e corvos... Cervos, corças e outros habitantes da floresta, de pelo ou pena, seguem o cortejo com fisionomias afetadas. A peça, com uma atmosfera ora ironicamente alegre, ora inquietante, é seguida de imediato pelo último movimento "d'all Inferno al Paradiso", expressão súbita de um coração ferido no mais profundo de si...
O silêncio do terceiro movimento é abruptamente interrompido, de forma histérica, pela orquestra no quarto movimento. Conta-se que durante uma das primeiras apresentações da Sinfonia 1, uma senhora espantou-se e derrubou todos os objetos que carregava na mão.
Após alguns minutos a fúria inicial do último movimento é contida e cede lugar a uma melodia lírica. Os temas dos movimentos anteriores são lembrados. Perto do final, ocorre uma nova tempestade sonora, porém, ao contrário do início, que lembrava uma "luta", agora o sentimento é de "triunfo". Nesta parte Mahler pede para que os trompistas da orquestra toquem de pé.